# 开普勒14b
开普勒14b（英语：Kepler-14b）是一颗太阳系外行星，围绕双星开普勒14系统的主恒星运行。它目前是该恒星系统中的唯一已知行星。开普勒14b的质量是木星的8.4倍，半径是木星的1.14倍，每6.79天绕其主恒星运行一次。它是由NASA领导的开普勒任务发现的。早在2009年3月，与开普勒发现的前五颗行星（开普勒4b到开普勒8b）几乎同时，它就被认为是一颗潜在的系外行星。然而，在进行广泛的后续观测之前，该团队无法确认这颗行星，因为高分辨率成像将开普勒14解析为一个紧密轨道双星系统。开普勒团队不会仅基于初始径向速度测量便注意到开普勒14是一颗双星，并发现如果他们没有意识到这一点，他们在开普勒14b上的数据将变得非常不准确了。

## 发现
NASA的开普勒望远镜于2009年3月发射，使用0.95米施密特望远镜在四个月的时间内连续收集了一小片天空区域的光度数据。对这一时期收集的数据进行分析后，在观测到的15万颗恒星中识别出1235颗候选行星；所有这些候选行星都被怀疑正在凌日它们的主星，周期性地遮挡了它们的主星并略微使其光度降低。由于收集的KOI-98（后来称为开普勒14b）凌日数据非常清楚地表明存在一颗行星，因此开普勒在其任务早期就识别出了KOI-98。有关感兴趣物体的数据已转发给开普勒后续计划进行后续调查。

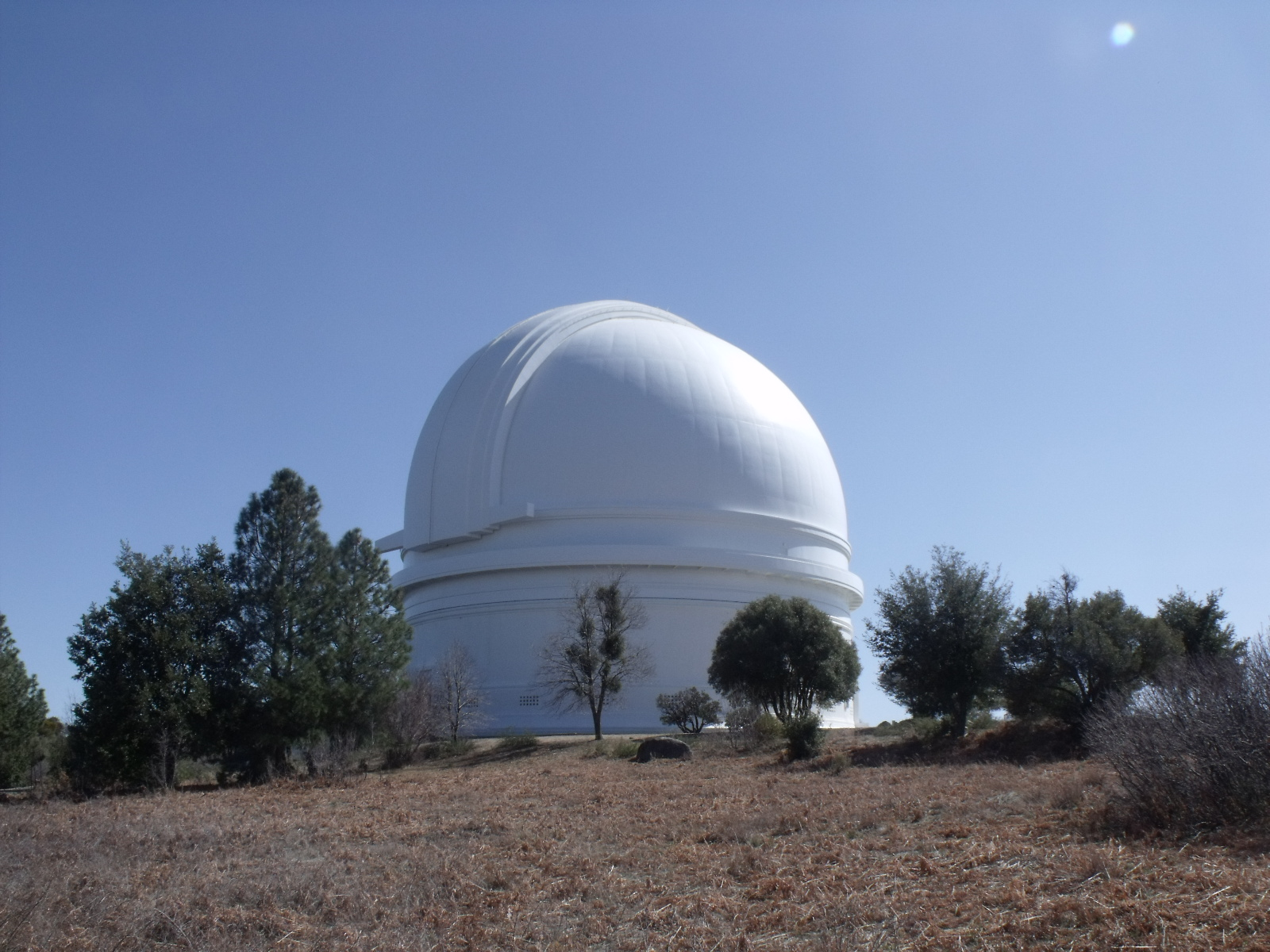
帕洛玛山天文台证实了开普勒 14是双星的发现。

加那利群岛的北欧光学望远镜上的光纤馈电中阶梯光栅摄谱仪（Fibre-fed Échelle Spectrograph，FIES）于2009年10月运行，并使用多普勒光谱收集伴随光度观测的信息。凯克天文台的高分辨率阶梯光栅光谱仪（High Resolution Échelle Spectrometer，HIRES）也被利用。利用WIYN天文台进行散斑成像发现KOI-98的主星实际上是一颗紧密结合的双星，这使分析变得复杂。2009年11月在多镜面望远镜上运行ARIES仪器以及2010年7月在帕洛马山天文台200英寸海尔望远镜上使用PHARO近红外相机，使用自适应光学技术证实了WIYN的发现。尽管很早就被怀疑是一颗行星，但当开普勒4b、开普勒5b、开普勒6b、开普勒7b和开普勒8b的发现相继被发表时，KOI-98并未包括在内，因为仍需要进一步调查。
科学家们调查了开普勒探测到的凌日信号实际上是由于系统中第三颗恒星遮蔽了其姐妹恒星而产生的可能性。然而，对KOI-98恒星光谱的平分线分析排除了这一假设。
2010年8月7日，斯皮策太空望远镜上的红外阵列相机被用来寻找质心，即开普勒14恒星围绕其运行的空间点。对收集到的数据进行分析，确定了双星系统的哪个组成部分是凌日信号的位置。此外，凌日信号来自系统中的主星（而非较暗、不太突出的恒星）。
利用HIRES和FIES收集的光谱数据，开普勒团队得出了主星的特征。除了恒星的径向速度之外，HIRES和FIES结果在所得出的恒星的各个方面都一致。在已知恒星参数的情况下，开普勒团队解释了斯皮策数据，以确认开普勒14b确实是一颗行星。

## 主星系统
开普勒14是一个双星系统，这意味着它实际上是由两颗受引力束缚的恒星组成，它们围绕空间中的一个共同点运行。该系统由一颗主星开普勒14A和一颗较暗的伴星开普勒14B组成。当观测恒星并寻找行星开普勒14b时，双星系统的角距使得很难注意到较暗的伴星。恒星的轨道非常宽，致使每颗恒星绕质心旋转一圈大约需要2800年。这两颗恒星距离地球约980秒差距（3,196光年）。
开普勒14b的主星是开普勒14双星系统的主要（A）组成部分。然而，由于双星系统是如此紧密地结合在一起，在开普勒14b被发现时不可能区分每颗恒星的特征。如果开普勒14系统是一颗单独的恒星，那么它将是一颗F型恒星。该恒星系统的视星等为12.12，从地球上无法用肉眼观察。开普勒14的综合结果类似于一颗质量为1.512个太阳、半径为2.048个太阳的恒星。它的回转年代学年龄，或者说由恒星自转速度确定的年龄，估计为22亿年，比太阳年轻得多。它也更热，有效温度为6395K。开普勒14的金属丰度为0.12，其铁含量比太阳中测量的铁含量多132%。

## 特征
开普勒14b是迄今为止在开普勒14系统中发现的唯一一颗行星。这颗行星围绕开普勒14双星系统中的主恒星运行。开普勒14b估计有8.40木星质量和1.136木星半径。换句话说，这颗行星的质量是木星的8.4倍，但大小仅为木星的1.136倍。这导致它的密度相当高，测量值为7.1 g cm−3。根据太阳系外行星百科显示，开普勒14b的轨道略显不规则，轨道偏心率为0.035。开普勒14b绕其主恒星运行大约需要6.79天。与其主恒星的平均距离约为开普勒14测量半径的8.213倍。
开普勒14b的发现论文的作者指出，如果他们没有发现开普勒14实际上是一个双星系统，那么对于开普勒14b的参数将会变得极其不准确。他们指出，使用径向速度测量发现的其他行星可能没有考虑到其主星是双星系统的可能性；对于开普勒14来说，唯一能够明确这一点的方法是使用高分辨率成像。如果开普勒14双星系统中不太显着的部分没有被检测到，开普勒14b的质量将有近60%的误差，其半径也将小约10%。